# Rodarsenur
El rodarsenur és un mineral de la classe dels sulfurs. Rep el seu nom de la seva composició química.

## Característiques
El rodarsenur és un sulfur, un aliatge de rodi, pal·ladi i arsènic, de fórmula química (Rh,Pd)₂As. Cristal·litza en el sistema ortoròmbic. La seva duresa a l'escala de Mohs es troba entre 4 i 5.
Segons la classificació de Nickel-Strunz, el rodarsenur pertany a «02.AC: Aliatges de metal·loides amb PGE» juntament amb els següents minerals: atheneïta, vincentita, arsenopal·ladinita, mertieïta-II, stillwaterita, isomertieïta, mertieïta-I, miessiïta, palarstanur, estibiopal·ladinita, menshikovita, majakita, pal·ladoarsenur, pal·ladobismutarsenur, pal·ladodimita, naldrettita, polkanovita, genkinita, ungavaïta, polarita, borishanskiïta, froodita i iridarsenita.

## Formació i jaciments
La seva localitat tipus es troba al riu Srebrnica, a Veluće (Districte de Rasina, Sèrbia). També ha estat descrita a Maandagshoek (Limpopo, Sud-àfrica) i a tres indrets de Rússia: a Baimka (Txukotka), al mont Filipp i al riu Pustaya (óblast de Kamtxatka).